# Dysgonia algiroides
Dysgonia algiroides är en fjärilsart som beskrevs av Schultz 1908. Dysgonia algiroides ingår i släktet Dysgonia och familjen nattflyn. Inga underarter finns listade i Catalogue of Life.